# I reietti dell'altro pianeta
I reietti dell'altro pianeta (The Dispossessed, sottotitolato An Ambiguous Utopia), noto anche come Quelli di Anarres, è uno dei più celebri romanzi di fantascienza utopica scritti da Ursula K. Le Guin ed è stato pubblicato da Harper & Row nel 1974. È stato tradotto in italiano da Riccardo Valla per Editrice Nord nel 1976.
Il romanzo è il quinto, in ordine di pubblicazione e non di cronologia interna, del Ciclo dell'Ecumene ed è stato insignito nel 1975 del Premio Hugo per il miglior romanzo, del Premio Locus per il miglior romanzo di fantascienza, del Premio Nebula per il miglior romanzo e del Premio Jupiter.

## Trama
I due lati del muro rappresentano Urras e Anarres, due pianeti gemelli, che pur nutrendosi della luce dello stesso sole Tau Ceti sono divisi da secoli da una tra le più impenetrabili barriere: un muro ideologico.
Urras, lussureggiante, densamente popolato e tecnologicamente avanzato, è infatti governato prevalentemente da un sistema capitalistico, a differenza di Anarres, un pianeta difficile ed arido, che è stato colonizzato dai seguaci di Odo, un gruppo di anarchici che vi ha creato una società consona ai propri ideali, una fratellanza da cui il concetto di proprietà è stato sradicato in favore di un collettivismo spontaneo.
Da entrambi si vede sorgere, di notte, l'altro pianeta, come luna meravigliosa e vicina.
Il giovane Shevek è destinato a diventare uno scienziato e riformatore politico tra i più importanti nella storia di entrambi i pianeti.
Brillante studioso nel campo della fisica, Shevek pur essendo un leale abitante di Anarres è destinato a scoprire ben presto a sue spese l'assurdo isolamento in cui sono tenuti i due pianeti gemelli. Lo scambiare idee e teorie scientifiche con i ricercatori dell'altro pianeta è, di fatto, fortemente scoraggiato nella pur liberale società anarresiana.
Shevek, dotato di una intelligenza e di una rettitudine non comuni, comincia allora a vedere e a comprendere i limiti della società collettivista in cui è stato allevato, decidendo di dedicare la propria vita al superamento delle divisioni.
Senza mai rinunciare al suo sogno, ma abituato a pagare in prima persona per le proprie scelte coraggiose, Shevek diventerà prima un grande scienziato, poi un riformatore sociale scomodo, ma ascoltato, quindi un dissidente, un profugo sull'altro pianeta e un fuggiasco braccato dal governo mondiale di Urras per le sue fondamentali scoperte scientifiche.

## Temi
Urras e Anarres, malgrado l'assonanza, non sono riducibili alle metafore di USA e URSS allora in piena Guerra fredda (il libro è scritto nella prima metà degli anni settanta). Esse sono invece incarnate dagli stati contrapposti per il predominio di Urras: A-Io con economia capitalistica, e Thu con l'economia pianificata del socialismo reale.
Quella di Anarres è sì una società priva della proprietà e dei suoi "pesi" ma anche libera e democratica, senza stato né leggi, un'utopia non riconducibile alla matrice marxista-leninista, ma anarchica e collettivistica. Un'utopia realizzata anche grazie ad una lingua, il pravico, creata artificialmente per eliminare le disuguaglianze tra gli individui.
Come l'autrice stessa suggerisce nel titolo originale (Dispossessed; An Ambiguous Utopia), si tratta di una "utopia ambigua" poiché, per quanto egalitaria e libera, una società non può essere perfetta ed immutabile, tenuta nel costante isolamento perché circondata da nemici.

### Il pravico
Il linguaggio parlato su Anarres si basa sull'ideale anarchico. Il pravico è costruito in linea con la tradizione dell'esperanto e riflette vari aspetti della filosofia utopistica anarchica. Per esempio, l'uso del caso possessivo è fortemente scoraggiato, una caratteristica che si riflette anche nel titolo originale del romanzo. I bambini sono addestrati a parlare solo di argomenti che possano interessare anche gli altri; il contrario viene considerato "egoizzante". Non esiste proprietà privata di qualsiasi tipo. La figlia del protagonista Shevek, dopo averlo incontrato per la prima volta, gli dice  "Puoi usare il fazzoletto che uso io" invece che "Puoi prendere in prestito il mio fazzoletto", evidenziando così l'idea che il fazzoletto non è di proprietà della ragazza, ma viene semplicemente usato da lei.

## Edizioni
- Ursula K. Le Guin, The Dispossessed: An Ambiguous Utopia, 1974.
- Ursula K. Le Guin, I reietti dell'altro pianeta, traduzione di Riccardo Valla, Collana Narrativa di anticipazione n.6, Editrice Nord, 1976.
- Ursula K. Le Guin, I reietti dell'altro pianeta, traduzione di Riccardo Valla, Grandi Scrittori di Fantascienza a. I, n. 5, Euroclub, 1980.
- Ursula K. Le Guin, I reietti dell'altro pianeta, traduzione di Riccardo Valla, Cosmo Serie Oro. Classici della Narrativa di Fantascienza 111, Editrice Nord, 1990.
- Ursula K. Le Guin, Quelli di Anarres, traduzione di Riccardo Valla, Collana di Narrativa Nord n° 43, Editrice Nord, 1994,  p. 333, ISBN 88-429-0776-6.
- Ursula K. Le Guin, I reietti dell'altro pianeta (Quelli di Anarres), traduzione di Riccardo Valla, TEADue, Editori Associati, 2002,  p. 334, ISBN 88-502-0266-0.
- Ursula K. Le Guin, I reietti dell'altro pianeta (Quelli di Anarres), traduzione di Riccardo Valla, Cosmo Biblioteca 16, Editrice Nord, 2007, ISBN 978-88-429-1529-4.
- Ursula K. Le Guin, I reietti dell'altro pianeta, traduzione di Riccardo Valla, Oscar - I grandi della fantascienza, Mondadori, 2014.